# تونی واگستاف
تونی واگستاف (انگلیسی: Tony Wagstaff؛ زادهٔ ۱۹ فوریهٔ ۱۹۴۴) بازیکن فوتبال اهل بریتانیا است.
از باشگاه‌هایی که در آن بازی کرده‌است می‌توان به باشگاه فوتبال شفیلد یونایتد، باشگاه فوتبال چلتنهام تاون، و باشگاه فوتبال ردینگ اشاره کرد.